# Broforce
Broforce es un videojuego de desplazamiento lateral de plataformas Run and Gun (correr y disparar) desarrollado por Free Lives y publicado por Devolver Digital. Su desarrollo empezó en abril de 2012 como una entrada en una Game Jam y continuó gracias al apoyo popular como un juego en Early Access. El juego se lanzó el 15 de octubre de 2015 para Microsoft Windows y OS Xseguido de un port para Linux dos días más tarde. Una versión de PlayStation 4 fue lanzada el 1 de marzo de 2016 y un port para Nintendo Switch fue lanzado el 6 de septiembre de 2018.

## Jugabilidad
El personaje del jugador es denominado "bro" (abreviatura de la palabra inglesa "brother" que puede traducirse como "hermano") y es un comando Hipermasculino que lucha contra terroristas para rescatar a sus compañeros de equipo y a prisioneros de guerra de su cautiverio. El mapa del juego puede ser destruido por el jugador a través de disparos. El nivel termina cuando el jugador derrota al diablo. Cuando esto ocurre, el "bro" se va en helicóptero mientras el escenario explota.
La "Broforce" (nombre que recibe el grupo comando al que pertenecen los personajes jugables) incluye docenas de personajes que el jugador puede desbloquear rescatando el número de prisioneros de guerra necesario para cada uno. Estos personajes son, en su mayoría, parodias de héroes de acción ficticios. Algunos ejemplos de personajes parodiados son John Rambo, John McClane, de Duro de matar, Chuck Norris, Mr T, Ellen Ripley, de la saga Alien, y T-800, de la saga Terminator; normalmente su nombre es adaptado para incluir la palabra "bro" en ellos (por ejemplo, la parodia de Rambo se llama "Rambro", y la de terminator, "el Brominador"). El jugador no tiene el control sobre que personaje de la broforce será en el inicio de cada nivel, y cada vez que ese personaje muere o un prisionero de guerra es rescatado, se intercambia a un personaje diferente. Cada personaje tiene ataques y movimientos únicos basados en el héroe ficticio que representa. Por ejemplo, el personaje de Ripley tiene como habilidad especial la posibilidad de usar un lanzallamas, mientras que el personaje inspirado en Indiana Jones utiliza como arma principal un látigo.

## Desarrollo
Free Lives envió "Rambros" como una entrada en la 23era Ludum Dare Game Jam en abril de 2012. Ganó el primer premio por su carácter cómico y recibió el suficiente feedback positivo como para continuar como proyecto. Los desarrolladores pensaron en añadir un modo cooperativo con otro personaje llamado "Brommando", surgiendo así las ideas de coleccionar "bros" y de producir con el juego un "sentimiento de película violenta de acción"; ideas que terminarían siendo centrales dentro del proyecto.
El interés del juego por los "bros" viene del amor del director Evan Greenwood por las películas de acción de los años 1980 y 1990, influencia que puede notarse en la estética del juego, sus temas, y aspectos de su jugabilidad, como viajar al espacio exterior, luchar contra dinosaurios y correr contra tiburones. Greenwood ha llamado a Broforce «una representación bonita de los héroes de acción». Los desarrolladores debatieron la adición de héroes femeninos y su lugar en los tropas existentes en el juego. Escogieron no añadir un "token femenino" ni crear un broforce rival femenino a fin de agregar romances o cambiar la trama, y terminaron haciendo que el personaje femenino fuese parte del propio equipo, sea o no distinguido por su género.
El juego fue diseñado para ser una exageración alegre de género de acción de los años 1980. Greenwood notó las dificultades de trasladar el tropo del género de violencia sin remordimiento hacia el 2013, las relaciones del cambio climático y las bajas en batalla, particularmente las historias de héroes individuales viajando de forma de guerra unilateral de una región. El equipo ha producido lo que consideraron como una perspectiva moderna en la guerra con su herencia cultural de las películas de los años 1980, con el fin de que el juego desafiara los estereotipos de la "cultura bro", de la irresponsabilidad, y el emborracharse con un sentido del deber y una masculinidad positiva.
En julio de 2013, Greenwood comentó que el equipo quería construir una ópera espacial con elementos Roguelike, aliens al estilo Contra, temática de Satán con grandes negocios, traiciones, la identidad "bro", explosiones que creasen ingravidez, y una historia en la que la Broforce en sí misma fuera rescatada. El discutió en poner un cyborg bro que se cuestionaba su estatus de humano y bro por no tener sentimientos andes de darse cuenta de que los otros "bros" no lo sienten tampoco.
Una demo de juego de "Broforce" llamada "Brototype" fue lanzada desde la página web de la desarrolladora, la cual dejaba la jugabilidad pero no la narrativa de Juego. El juego fue aprobado en Steam Greenlight el 24 de julio de 2013 y abierto para Early Access de Steam el 7 de abril de 2014 con un lanzamiento definitivo en Q2 de 2014 para Microsoft Windows y consolas. El juego final se esperaba que incluyese multijugador en línea, arena de eliminación con tablas de clasificación, un editor de niveles y mejores gráficos.
En agosto de 2014, fue lanzado un paquete de expansión standalone basado en "Los mercenarios 3" llamado "The Expendabros". Más tarde, la expansión "The Expendabros" llegó a ser Free to Play para promover la película Los mercenarios 3 y permaneció así hasta el 31 de diciembre de ese año.
En febrero de 2015, el juego se expandió con la adición de "Alien Infestation". El 15 de octubre de 2015, el juego fue lanzado en su versión final y otra vez expandido, con la habilidad de luchar contra Satán. El juego entero sin la expansión "The expendabros" fue porteado a PlayStation 4 y lanzado el 1 de marzo de 2016. Un port para Nintendo Switch fue anunciado en julio de 2018. El 8 de agosto de 2023, se publicó la actualización Broforce Forever en Steam, denominada como la última gran actualización del juego agregando nuevas mecánicas, niveles y más.

## Recepción
Jeffrey Matulex de "Eurogamer" describió la demo del juego como una "vuelta instantánea hacia los juegos retro" y destacó la autenticidad de su ambientación destructible. Muchos reportes han comparado el juego con Terraria. IGN le dio un 8.8 de 10 diciendo "entre los malos chistes de broforces y sus muchos bíceps yace una oda a la acción de cine y de los juegos retro".  The Escapist le dio 4 estrellas y media de 5 diciendo "Broforce es una loca, pero sincera carta de amor a las películas de acción icónicas, refinada a la perfección con entornos ricos y enemigos maravillosamente hechos".